# En Manhattan-melodram
En Manhattan-melodram är en amerikansk film från 1934 i regi av W.S. Van Dyke. Filmbolaget hade inga större förhoppningar på filmen, men den visade sig bli en stor succé. Gangstern John Dillinger såg den på en biograf i Chicago den 22 juli 1934 kort innan han sköts till döds av FBI-agenter.

## Handling
Två pojkar, Jim och Blackie blir föräldralösa vid en fartygsförlisning. De förblir vänner men hamnar på olika sidor om lagen. Jim blir jurist och Blackie börjar driva ett illegalt casino. Blackie dras allt djupare ner i den kriminella världen och snart faller det på Jims lott att åtala honom.

## Rollista
- Clark Gable - Blackie
- William Powell - Jim Wade
- Myrna Loy - Eleanor
- Leo Carrillo - father Joe
- Nat Pendleton - Spud
- George Sidney - Poppa Rosen
- Isabel Jewell - Annabelle
- Muriel Evans - Tootsie
- Thomas E. Jackson - Richard Snow
- Jimmy Butler - Jim som barn
- Mickey Rooney - Blackie som barn